# 청양 삼층석탑
청양 삼층석탑(靑陽 三層石塔)은 대한민국 충청남도 청양군, 용암사에 있는 고려시대의 삼층석탑이다. 1984년 5월 17일 충청남도의 문화재자료 제148호로 지정되었다.

## 개요
이 탑은 고려시대에 조성된 것으로 추정되는 삼층석탑이다. 《청양 석조삼존불입상》과 함께 읍내 시가지에 있었던 것을 중간에 군청 뒤뜰로 옮겼다가, 1961년에 현재의 용암사 경내로 다시 옮긴 것이다. 지대석은 4매의 판석으로 짜고, 중대석을 각 면마다 탱주와 우주를 새겼다. 1층 몸돌 중앙에 문고리 장식이 조각되었으며, 지붕돌 층급 받침은 1·2층은 3단이고 3층은 2단으로 되어 있다. 상륜부에는 노반과 앙화가 남아 있으며, 찰주를 꽂는 구멍이 있다. 지붕돌의 높이가 낮은 점이나 추녀의 폭이 몸돌에 비해 넓은 점 등 조성 수법이 간략하고 소박한 것을 고려하면 고려시대의 탑으로 추정된다.

## 같이 보기
- 청양 읍내리 석조여래삼존입상 - 보물 제197호

## 참고 자료
- 청양삼층석탑 - 국가유산청 국가유산포털